# Португальский легион (организация сторонников Салазара)
Португальский легион (порт. Legião Portuguesa) — португальская военизированная государственная организация 1936—1974 годов. Объединял ультраправых сторонников Антониу Салазара. Выступал с позиций интегрализма, колониализма, лузотропикализма, крайнего национализма, антикоммунизма и антилиберализма. Находился в подчинении военного министерства и МВД, организовывал массовые акции в поддержку режима, тесно сотрудничал с ПИДЕ. Являлся наиболее радикальной и идеологизированной структурой Нового государства. Распущен после Революции гвоздик.

## Создание
В 1932 году премьер-министром Португалии стал лидер правых сил Антониу ди Оливейра Салазар. В 1933 была принята конституция Нового государства, основанная на принципах консерватизма и корпоративизма. Режим утвердился в качестве авторитарной диктатуры. Несмотря на серьёзные (в ряде моментов — принципиальные) различия, по многим параметрам он напоминал итальянский фашизм.
В правящих кругах быстро возник план создать массовую военизированную организацию по типу итальянских чернорубашечников или германских СА. Однако Салазар отвергал эту идею, поскольку в принципе не доверял массам и был противником «плебейских» движений (даже правых и полностью лояльных к его режиму и к нему лично).
Положение изменилось в 1936 году, когда началась гражданская война в Испании. Произошла резкая политическая поляризация: левые силы активизировались в поддержку испанских республиканцев, правые решительно поддержали франкистов. Отмечались антиправительственные выступления и вооружённые столкновения. В этих обстоятельствах правительство Салазара не только усилило репрессии, но и санкционировало создание гражданской организации общественной поддержки режима. При этом Салазар поставил жёсткое условие: эта структура должна быть не партийной милицией (как итальянские сквадри и немецкие штурмовики), а государственным агентством.

## Идеология и политика
Португальский легион (Legião Portuguesa, LP) был учреждён правительственным декретом 27 058 от 30 сентября 1936 года. Этому предшествовали массовые антикоммунистические митинги, организованные властями в Лиссабоне и Порту. Целями Португальского легиона были провозглашены «защита духовного наследия» и «борьба с коммунистической угрозой и анархизмом».
Уже в 1937 году численность Португальского легиона достигла 40 тысяч человек, в 1939 — более 50 тысяч, впоследствии доходила до 120 тысяч. Кадровую основу составили активисты национал-синдикалистских организаций, ультранационалистических и интегралистских группировок, типа «лузитанской милиции». При этом решалась ещё одна задача: неконтролируемые праворадикальные структуры распускались, активисты включались в государственную систему LP, подчинённого военному министерству и министерству внутренних дел. Радикальные синдикалисты и интегралисты из Движения национал-синдиклистов во главе с Франсишку Роланом Прету — ориентированные на монархизм, фашизм или нацизм — остались в оппозиции Салазару и были вынуждены эмигрировать или уйти в подполье.
Португальский легион выступал с позиций самого жёсткого антикоммунизма, крайнего национализма и лузитанского интегрализма. Организация полностью разделяла авторитарно-корпоративистскую идеологию «Нового государства», проводила массовые акции в поддержку правительства, укрепляла государственный контроль над обществом, помогала в подавлении левой оппозиции, вела активную пропаганду. Основными идеологическими мотивами являлись антикоммунизм и национал-патриотизм. Важную роль играли католические «духовные скрепы», идея «крестового похода против красного материализма».
В LP формировался культ премьер-министра, имя Салазара было включено в гимн и военный клич. Однако сам Салазар, принципиальный противник популизма, этого не поощрял.
Национал-синдикалистское происхождение многих активистов отражалось в праворадикальном идеологическом крене Португальского легиона. В лозунгах и пропаганде LP было заметно влияние Испанской фаланги, итальянской фашистской партии и даже НСДАП. Из членов LP комплектовался Легион Вириатос — португальские добровольцы, воевавшие за Франко в Испании. Легион был единственной государственной организацией, которая открыто поддерживала Третий рейх и Адольфа Гитлера. Однако тенденции правого радикализма целенаправленно заглушались правительством. При всём своём непримиримом антикоммунизме Салазар препятствовал распространению в Португалии нацизма и фашизма — поскольку считал эти идеологии тоталитарными, «языческими» и при этом чересчур «демократичными».
Видную роль в Португальском легионе играли представители национальных синдикатов, промышленники, банкиры. Особенно активно подключились предприниматели и профсоюзные деятели Порту. Однако с самого начала руководящая роль в LP принадлежала государственным военным и административным функционерам. Португальский легион находился под контролем военного министерства и министерства внутренних дел.
В первые годы Второй мировой войны в LP снова отмечался всплеск правого радикализма. Звучали призывы к вступлению в войну на стороне государств Оси и последовательной фашизации режима.
Правительство ответило несколькими постановлениями (1940, 1942, 1944), в соответствии с которыми над LP был усилен контроль военного министерства и основной функцией стала организация системы гражданской обороны. Другой, неафишируемой задачей LP являлось поддержание сети осведомителей для тайной полиции ПИДЕ. Потенциально оппозиционный радикализм был окончательно заглушен.
Эти функции оставались доминирующими в послевоенный период. LP отрабатывал методы защиты от различных видов нападения на Португалию (в том числе от ядерных ударов), организовывал добровольческую охрану стратегических объектов. Велась активная пропаганда колониальной войны (колониальная империя и лузотропикализм занимали важнейшее место в идеологии салазаризма), вербовались добровольцы в Африку, делались попытки создать ячейки LP в колониях (без особого успеха). Во время предвыборных кампаний легионеры агитировали за кандидатов Национального союза. Периодически они привлекались в помощь полиции для разгона антиправительственных демонстраций.
Особенно активно Португальский легион действовал в первой половине 1960-х. После начала колониальной войны правительство повело активную пропагандистскую кампанию и ужесточило репрессии против оппозиции. Специальная инструкция предусматривала приоритет членов PL при назначении на административные посты. Легионеры привлекались к акциям ПИДЕ, осуществляли прямое уличное насилие, распространяли погромное издание Agora. Вновь, как в конце 1930-х и начале 1940-х, в пропаганде стали звучать фашистские мотивы. Однако этот период продлился сравнительно недолго.

## Структура
Структура Португальского легиона находилась в двойном подчинении: МВД в мирное время, военного министерства — в военное. Высшим органом LP являлся Центральный совет (Junta Central, JC) во главе с президентом Легиона. Два члена JC назначались правительством, два — командованием вооружённых сил, остальные делегировались территориальными организациями. За время существования Португальского легиона сменилось пять составов JC (в первых трёх было по пять членов, в последних двух — по семь).
Исполнительным органом являлось Главное командование (Comando-Geral, CG), возглавляемое членом JC — действующим армейским офицером. В оперативном подчинении CG находились функциональные службы Легиона:
- кадровая (мобилизационный учёт)
- информационная (штат осведомителей ПИДЕ)
- оперативно-инструктивная (обучение актива гражданской обороны)
- технико-логистическая (транспортировка, доставка оснащения)
- социального действия (оказание социальной и материальной помощи населению, прежде всего членам LP)
- психологического воздействия (оказание психологической помощи членам LP)
- образовательная (контроль над учебными зведениями)
- пропагандистская (издание и распространение пропагандистских материалов для печати, радио, кино и телевидения).

Несколько отдельных подразделений LP комплектовались из военнослужащих и пользовались особым статусом:
- автомобильная бригада — общее армейское руководство
- группа быстрого реагирования — оперативное силовое вмештельство
- морская бригада — наиболее автономная, непосредственно связанная с командованием ВМС Португалии, занималась подготовкой будущих военных моряков на базах в Порту, Понта-Делгада и Ангра-ду-Эроишму.

С 1938 издавался Бюллетень Португальского легиона.
Организация строилась по модели военных подразделений (причём с символической отсылкой к античности и средневековью). Первичной ячейкой являлась кина из пяти членов; 2—3 кины составляли секцию, 3 секции — ланцию, 4—5 ланций — терцию, 3 терции — батальон.
Состоять в Португальском легионе имел право любой португалец от 18 лет и старше. В некоторых государственных учреждениях членство являлось обязательным. Члены LP разделялись на три возрастных класса: 1-й — 18—45 лет, которые могли быть в любой момент мобилизованы; 2-й — 45—60 лет с ограниченной мобилизцией; 3-й — 60 лет и старше, символическое членство.
На момент роспуска Португальского легиона в 1974 году в организации числились 80 тысяч человек, но лишь несколько тысяч из них проявляли реальную активность.

## Руководство
Президентами LP последовательно являлись:
- Жуан Пинту да Кошта Лейте, министр в кабинете Салазара, главный идеолог «Нового государства»
- Андре Франсишку Наварру, заместитель государственного секретаря по сельскому хозяйству
- Себаштиан Гарсиа Рамиреш, министр в кабинете Салазара, видный инженер-технократ
- Энрике Эрнешту Тенрейру, адмирал военного флота, глава рыболовецкой корпорации

Из них наиболее влиятельными политиками были Кошта Лейте и Тенрейру (командир Морской бригады LP).
Большим влиянием в руководстве LP обладали начальники Главного командования, прежде всего генерал Казимиру Соуза Телеш (временами именно он по поручению Салазара являлся фактическим руководителем LP) и полковник Франсишку Кравейру Лопеш. В последнем составе Центрального совета состоял заместитель директора ПИДЕ Барбьери Кардозу. Финансовым администратором LP был Антониу ди Спинола, первый послереволюционный президент Португалии. Редактором Бюллетеня был известный журналист и писатель, традиционалист и монархист Жуан Амеал. Одним из ведущих идеологов являлся крупный землевладелец Адриану Пекиту Ребелу.
Членство в Португальском легионе являлось обязательной ступенью серьёзной военной и административной карьеры в «Новом государстве». Адъютантом начальника Главного командования LP побывал генерал Умберту Делгаду, будущий лидер антисалазаровской оппозиции, убитый агентами ПИДЕ. Состоял в LP Отелу Сарайва ди Карвалью, леворадикальный лидер середины 1970-х годов. С другой стороны, членами LP были инспектор ПИДЕ Антониу Роза Казаку (командир спецгруппы, совершившей убийство Делгаду) и агент ПИДЕ Фернанду Говейя (отличавшийся особой жестокостью в подавлении коммунистического подполья).

## Символика
Эмблемой Португальского легиона был зелёный крест Ависского ордена. На зелёном флаге LP крест помещался в белом квадрате.
Униформа включала коричневые брюки и доломан, зелёную рубашку и галстук. В военных бригадах брюки и доломан были тёмно-синего цвета.
Гимн Португальского легиона написал поэт Жозе Гонсалвиш Лобо на музыку композитора Фредерику ди Фрейташа. Текст выдержан в духе непримиримого антикоммунизма и антианархизма, дисциплины и сплочённости, преданности Легиону и лично Салазару. В военном кличе Легиона трижды произносилось Португалия! и Салазар!

## Последний этап
После вынужденного отхода Салазара от власти в 1968 (тяжёлое заболевание) и его смерти в 1970 Португальский легион превратился в самый консервативный элемент системы власти, препятствовавший даже минимальным отступлениям от принципов «Нового государства». Союзниками LP в этом отношении являлись президент Америку Томаш и руководители ПИДЕ. Именно противодействием Легиона объяснял Марселу Каэтану — преемник Салазара на премьерском посту, ранее конфликтовавший с LP — свою неготовность к глубоким реформам.
Эти опасения оказались сильно преувеличены. 25 апреля 1974 года 80-тысячный Легион не оказал никакого сопротивления Революции гвоздик. В тот же день LP был распущен.

## Наследие
24 июля 1974 группа бывших членов Португальского легиона организовала в Порту Португальскую националистическую партию (PNP), которая с самого начала воспринималась как «эфемерная». Уже 14 сентября 1974 деятельность PNP была прекращена полицейскими мерами.
Политико-идеологические принципы и установки Португальского легиона до некоторой степени отражались в лозунгах и действиях ультраправых организаций 1970—1990-х годов — ELP, MDLP, Мария да Фонте, Движение национального действия. Но личное участие известных членов LP в правой политике и тем более в ультраправом подполье ограничивалось единичными случаями (из которых наиболее известны Спинола и Кардозу).